# Pommelsbrunn
Pommelsbrunn è un comune tedesco di 5 387 abitanti, situato nel land della Baviera.